# Eustala tristis
Eustala tristis là một loài nhện trong họ Araneidae.
Loài này thuộc chi Eustala. Eustala tristis được John Blackwall miêu tả năm 1862.